# Hiddensee
Hiddensee é uma ilha e um município da Alemanha localizado no distrito de Pomerânia Ocidental-Rúgia, estado de Meclemburgo-Pomerânia Ocidental.
Pertence ao Amt de Rúgia Ocidental. 
A ilha está situada no Mar Báltico a oeste da ilha de Rúgia e sua principal localidade  é Vitte.

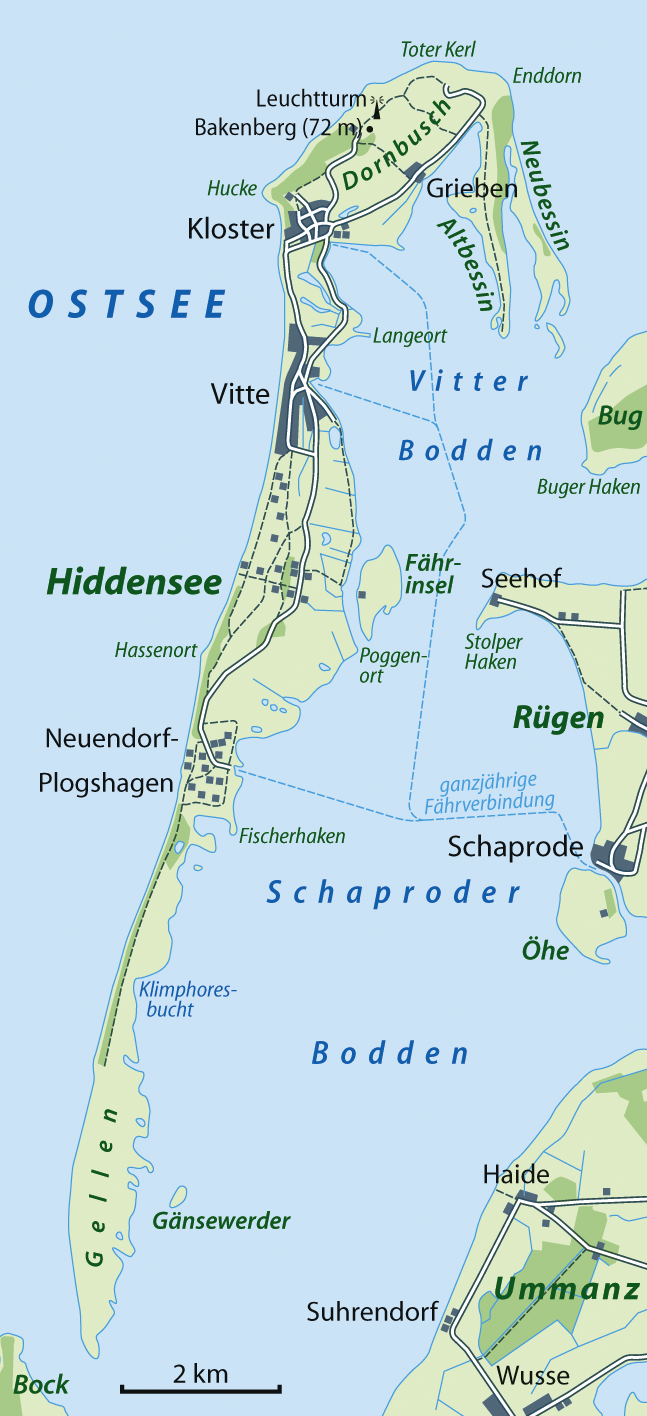
Mapa de Hiddensee

## Personalidades ligadas a Hiddensee
- Albert Einstein (1879-1955), físico, passou várias vezes na ilha; existe uma placa comemorativa na estação ornitológica de Kloster, ligada à Universidade de Greifswald : « Hier weilte Albert Einstein mehrfach während seiner Besuche auf Hiddensee » ;
- Gerhart Hauptmann (1862-1946), escritor, passou os verões de 1896 a 1899 en Gasthof zur Ostsee, em Vitte; em 1930 comprou a casa Seedorn em Kloster, hoje museu
- Käthe Kollwitz (1867-1945), escultora, gravadora, desenhadora, visita frequente da ilha na década de 1920; era hóspede do pintor Leo Klein-Diepold e vivia ao sul de Vitte
- Hermann Muthesius (1861-1927), arquiteto, tinha uma casa em Vitte desde 1912
- Asta Nielsen (1881-1972), vedeta dinamarquesa do cinema mudo, tinha a casa Karusel em Vitte ;
- Joachim Ringelnatz (1883-1934), poeta, é era o hóspede de Asta Nielsen ;